# 南泰裕
南泰裕（みなみ やすひろ、1967年-　）は、日本の建築家、建築学者。アトリエ・アンプレックス主宰、国士舘大学理工学部理工学科建築学系教授、
建築系ラジオのコアメンバー、一級建築士、工学修士（東京大学）。専門は建築計画、コンパクトシティ。

## 経歴
兵庫県生まれ。京都大学工学部建築学科を卒業後、東京大学大学院に進学し、原広司の研究室で建築を学ぶ。大学院時代に、五十嵐太郎、槻橋修ほかの有志と、建築同人誌エディフィカーレを発刊。大学院修了後、独立し、様々な建築活動を行う。
- 1991年　　　京都大学工学部建築学科卒業
- 1993年　　　東京大学大学院工学系研究科修士課程修了
- 1997年　　　東京大学大学院工学系研究科博士課程単位取得退学
- 1997年〜　　アトリエ・アンプレックス設立、主宰
- 2000年〜2007年　東京大学、慶應義塾大学、明治大学、東京理科大学、東京外国語大学にて非常勤講師
- 2007年〜　　国士舘大学理工学部理工学科建築学系准教授
- 2012年～　　国士舘大学理工学部理工学科建築学系教授

作品に「PARK HOUSE」（2002)、「南洋堂ルーフラウンジ」（2006）、「spin off」（2007）など。著書に『住居はいかに可能か』（東京大学出版会）、『エディフィカーレ・リターンズ』（トランスアート）、『トラヴァース』（鹿島出版会）など。
2006年、大地の芸術祭 越後妻有アートトリエンナーレの出展作家に選ばれる。2007年、第一回リスボン建築トリエンナーレに出展。